# Колоња Венета
Колоња Венета је насеље у Италији у округу Верона, региону Венето.
Према процени из 2011. у насељу је живело 4807 становника. Насеље се налази на надморској висини од 21 м.

## Становништво
| 1951.  | 1961. | 1971. | 1981. | 1991. | 2001. | 2011. |
| ------ | ----- | ----- | ----- | ----- | ----- | ----- |
| 10.795 | 8.994 | 8.481 | 7.831 | 7.446 | 7.890 | 8.607 |